# Philips Yes
El Philips Yes era un ordenador doméstico/ordenador personal lanzado por Philips en 1985. No era 100% compatible con el IBM PC, lo que fue causa de su fracaso comercial.

## Detalles Técnicos
- Microprocesador: Intel 80186 @ 8 MHz
- ROM: 192 KiB. 64 KiB corresponden al DOS Plus, lo que deja casi toda la RAM libre.
- RAM: 128 KiB ampliables a 640 KiB mediante una tarjeta de 512 KiB.
- Teclado: mecánico de 93 teclas : 60 teclas alfanuméricas, 13 teclas de función + 5 teclas de edición, 18 teclas del keypad numérico (con las tecla de cursor en la zona superior. Teclas color hueso rotuladas en negro, excepto las 4 de cursor, CAPS, Shift y una tercera tecla rotuladas en rojo
- Carcasa metálica de perfil bajo con tres bahías para unidades de disco en el frontal. En la trasera conectores de teclado, conector RCA de audio/video, conector de unidad de disquete externa y conector de puerto paralelo (ambos en borde de tarjeta)
- Sistema operativo: IBM PC DOS 2.x y DOS Plus. Opcionalmente Concurrent DOS
- Soporte:
  - Una, dos o ninguna unidades de disquete de 3,5 pulgadas y 720 KiB de capacidad formateado
  - Unidad de disquete de 5,25 externa opcional
  - Unidad de disco duro SASI de 20 MB opcional
- Modos de video:
  - Texto: 80 x 25
  - Gráficos 1: 640 x 250 píxels (mono)
  - Gráficos 2: 320 x 250 píxeles (4 colores)